# Navojoa
Navojoa (del Idioma mayo: Navo jova ‘Casa o lugar de nopales’) es una ciudad mexicana ubicada en el sur del estado de Sonora, cabecera del municipio homónimo.

## Historia

### Época precolombina
El territorio que actualmente ocupa el municipio de Navojoa estuvo ocupado desde los tiempos prehispánicos por indígenas mayos (originalmente se llamaron Yoreme), cuya historia está íntimamente ligada al valle y al río del mismo nombre. El nombre de Navojoa proviene de la lengua mayo de las raíces "navo", nopal y "jova" casa; significa por lo tanto "lugar, pueblo o casa de nopal".

#### Los indígenas mayos
Originalmente fueron llamados Yoreme. Los actuales yoreme son los descendientes de los antiguos pobladores de la cultura de Huatabampo, perteneciente a una de las tradiciones culturales de Sonora y Sinaloa. El grupo tiene una población aproximada de 190 000 habitantes según las estadísticas del 2011[cita requerida].
Se autodenominan yoreme “el que respeta la tradición” contrapuesto al yori “el que no la respeta”. Según una antigua leyenda de su tradición oral, la palabra mayo significa “la gente de la rivera”.
La región mayo se localiza en la parte sur de Sonora. Habitan los municipios de Álamos, Quiriego, Navojoa, Etchojoa y Huatabampo.
Se dice que los mayos tienen un tronco común con los yaquis, porque su lengua es parte de la familia taracahita del tronco uta azteca, con semejanzas dialectales notables con la lengua yaqui y la lengua guarijío.
La historia narra que los mayos fueron receptores dócilmente de las enseñanzas evangelizadoras españolas, adquiriendo al mismo tiempo conocimientos respecto de la agricultura y la crianza de animales domésticos. Con esta aceptación los pobladores de la antigua zona mayo fueron rápidamente asimilados a las costumbres de la época, con una paulatina pérdida de su organización social tradicional.
Su vivienda actual la construyen con adobe, carrizo o ladrillo, ya que estos materiales son más resistentes a las torrenciales lluvias y ciclones que se presentan regularmente en la región y consiste en dos o más habitaciones dormitorio, un cobertizo de carrizo y una cocina con estufa a base de leña al lado de este. En casi todas las casas mayo es constante ver una cruz hecha del corazón del árbol de mezquite o palo fierro, la cual se coloca en el patio o al frente de la casa para protegerla de cualquier mal.

### Conquista y colonia
El 24 de septiembre de 1533 dio inicio un nuevo episodio en la historia de esta región, con la llegada de Diego de Guzmán, primer español que arribó a estas tierras. Tres años después, el célebre explorador español Alvar Núñez Cabeza de Vaca, después de haber naufragado en una expedición a la Florida, pasó por esta región, en su camino hacia la capital de la Nueva España.

.
La etapa independentista, por lo alejado de la capital del país, pasó desapercibida en esta región; sin embargo, en la Revolución mexicana los habitantes de esta zona fueron una pieza clave, con la participación de varios generales, entre ellos el general Álvaro Obregón,  combatieron en forma valerosa. Esto valió para que en el sexenio del General Lázaro Cárdenas del Río se iniciara la repartición de tierras y se iniciara la modernización de la infraestructura agrícola del valle del Mayo.
- El 24 de septiembre de 1533 (miércoles) se da el primer encuentro de los conquistadores españoles con los yoremes durante la expedición que realizaron los capitanes Lázaro Cebreros y Diego de Alcaraz.
- El 15 de septiembre de 1539 una expedición al mando del Almirante Francisco de Ulloa, arribó a la desembocadura del río Mayo.
- El 25 de abril de 1610 los yoremes del río Yaqui firmaron un tratado de paz, mediante el cual se sometían al gobierno español y comprometiéndose a: “que no debían de volver a hacer la guerra a los mayos, sus vecinos, ni a ninguna otra nación cristiana”.
  - En el año de 1614, el misionero jesuita Pedro Méndez, funda el pueblo de misión de “Santa Maria de Navojohua”.
- En el año de 1622 los misioneros establecen un Colegio para indígenas en el pueblo de misión de “Santa Maria de Navojohua”.
- En el año de 1662 el pueblo de misión “Santa María de Navojoa” contiene 250 habitantes.
- En el año de 1767 son expulsados los misioneros jesuitas del reino de la Nueva España.
- En el año de 1792 se reparten a los indígenas de Navojoa y Tesia, 1,755 habitantes

### Independencia ysigloXIX
- El 31 de octubre de 1825 de acuerdo con las disposiciones contenidas en la Constitución del Estado de Occidente, el pueblo de Navojoa es erigido con la categoría de municipalidad, el cual sería gobernado por un cabecilla indígena, con carácter político de Regidor, quedando bajo la jurisdicción del Departamento de El Fuerte (Sinaloa).
- En el mes de marzo de 1848 un nuevo censo señala que la municipalidad de Navojoa contenía 888 habitantes.

En el mes de marzo de 1858 estalla la rebelión de los yoremes en contra del gobierno del estado por la intención de colonizar el Valle del Mayo.
Se instala un molino de trigo en “Tres Hermanos” con un costo de $36 000.
- El 28 de agosto de 1867 se establece el Acuerdo de la Secretaría de Fomento, en virtud del cual el Gobierno Federal concede cuatro sitios de ganado mayor a los vecinos del pueblo de Navojoa.
- El 14 de mayo de 1869 la municipalidad de Navojoa es elevada a la categoría de municipio, de acuerdo con Decreto Num. 29 de la Ley para el Gobierno y la Administración Interior del Estado.

Se nombra como Presidente Municipal al C. Alejo Toledo.
- En 1870 se instala en Navojoa (Pueblo Viejo) un molino de trigo, propiedad de la sociedad “Ortiz Hermanos”, con inversión de $30 000.
- El 16 de diciembre de 1872 un cuadro estadístico señala que en el pueblo de Navojoa funcionaba una escuela para varones con 29 alumnos.
- El 23 de mayo de 1873 de acuerdo con la Ley Orgánica del Estado de Sonora, se le designa la categoría de pueblo a Navojoa, por contener más de 500 habitantes.
- El 8 de noviembre de 1876 es nombrado Presidente Municipal de Navojoa, el C. Jesús Morales.

En 1880 se instala un molino de trigo en el Rancho Santa Bárbara propiedad del Sr. Antonio Goycolea, con inversión de $30 000.
- El 5 de octubre de 1881 es electo Presidente Municipal de Navojoa, el coronel Antonio Rincón.
- El 1.º de julio de 1879 de acuerdo con Decreto n.º 71 la Municipalidad de Tesia, queda bajo la jurisdicción del municipio de Navojoa, con categoría de Comisaría.
- El 6 de febrero de 1882 de acuerdo con un cuadro estadístico funcionaban en el municipio de Navojoa tres escuelas para varones y una para niñas.
- El 27 de agosto de 1882 es electo Presidente Municipal de Navojoa el C. Juan José Díaz.
- El 16 de septiembre de 1883 toma posesión del cargo de Presidente Municipal de Navojoa el C. Antonio Rincón.
- El 25 de diciembre de 1886 son derrotados los indígenas yoremes del río Mayo. Principia la colonización del valle del Mayo.
- El 16 de septiembre de 1888 toma posesión del cargo de Presidente Municipal de Navojoa, el C. Jesús Morales.
- En el año de 1890 el censo indicaba que el Municipio de Navojoa contenía 6176 habitantes con un número de 656 personas en la cabecera.
- El 27 de febrero de 1892 se establece la Parroquia de la Iglesia de San Juan; el Pbro. Adolfo Ma. Zazueta, es nombrado su primer párroco.
- En 1897 se instala un moderno molino de trigo en San Ignacio Cohuirimpo, movido por cilindros, propiedad de la sociedad “Morales – García Peña” con una inversión de dólares $45 000.
- El 16 de septiembre de 1899 toma posesión del cargo de Presidente Municipal de Navojoa el C. Jesús Morales.

### SigloXX
- En el año de 1900 el municipio de Navojoa contenía 8500 habitantes con 2955 establecidos en su cabecera. Los egresos ascendían a $ 11 655.

En 1901 se establece un molino de trigo en Mochibampo, propiedad del Sr. Benjamín Hill, con inversión de $10 000.
- El 16 de septiembre de 1901, toma posesión del cargo de Presidente Municipal de Navojoa el C. Jesús Morales.
- El 16 de septiembre de 1902, toma posesión del cargo de Presidente Municipal de Navojoa el C. Pedro S. Quirós.
- El 16 de septiembre de 1903, toma posesión del cargo de Presidente Municipal de Navojoa el C. Jesús Morales.
- El 21 de enero de 1907 los habitantes del pueblo de Navojoa, a causa de la inundación del día 19 inmediato anterior, presentó un ocurso al Ayuntamiento para que solicite un nuevo fundo legal para construir una nueva población en terreno alto cerca a la Estación del Ferrocarril.
- El 7 de mayo de 1907 arriba el primer tren a la Estación del Ferrocarril. Queda fundado el nuevo fundo con categoría de barrio con el nombre de Pueblo Nuevo de Navojoa.
- El 11 de septiembre de 1907 se establece la primera empresa, denominada: “Western Comercial Co.” en el barrio de Pueblo Nuevo de Navojoa.
- El 16 de septiembre de 1907, toma posesión del cargo de Presidente Municipal de Navojoa, el C. Jesús Morales.
- El 25 de noviembre de 1907 el Ayuntamiento celebra sesión para adjudicar los solares del nuevo fundo.
- El 6 de agosto de 1908 un gran número de vecinos protestan por haberse aprobado una concesión a particulares para la explotación de solares del nuevo fundo.
- En el año de 1910 el censo indicaba que el municipio de Navojoa contenía 10 882 habitantes con 2430 en la cabecera. Los egresos ascendían a $38 466.
- El 8 de enero de 1910, en la madrugada, desciende en la estación del ferrocarril de Pueblo Nuevo de Navojoa el candidato a la presidencia de la República C. Francisco I. Madero.
- El 4 de febrero de 1910 renuncia a su cargo de Regidor el C. Benjamín G, Hill para fundar el Partido Antirreeleccionista de Navojoa.
- En el mes de marzo de 1910 se hace cargo de la parroquia de la iglesia de San Juan, el cura Agustín Mayer.
- El 16 de septiembre de 1910, toma posesión del cargo de Presidente Municipal de Navojoa, el C. Pedro S. Quirós.
- El 27 de septiembre de 1910 el barrio de Pueblo Nuevo de Navojoa es elevado a la categoría de comisaría, siendo nombrado Comisario el C. Jesús Ruy Sánchez, y como suplente el C. Jesús Ma. Tena.
- El 12 de noviembre de 1910 un grupo de ciudadanos navojoenses se une para formar parte del cuerpo en armas para la lucha contra la dictadura porfirista.
- El 29 de enero de 1911 tras un asedio de fuerzas del gobierno por espacio de tres días, las cuales logran tomar la plaza de Sahuaripa; es aprehendido don Severiano Talamante junto con sus dos hijos y son pasados por las armas. Mueren tres grandes navojoenses: nacen “Los Mártires de Sahuaripa”.
- El 17 de mayo de 1911 el coronel Benjamín G. Hill toma la plaza de Navojoa, tras un combate que inició el día 15. Triunfa la causa maderista.
- El 14 de septiembre de 1911 se hace cargo de la Presidencia Municipal de Navojoa el C. Ramón Gómez Nolasco.

En el mes de noviembre de 1911 se hace cargo de la Iglesia de San Juan, el cura Melesio Monge.
- El 10 de enero de 1913 nace en la ciudad de Hermosillo el C. Prof. Francisco Alfredo Larrañaga, primer cronista de la ciudad de Navojoa.
- El 18 de septiembre de 1913 arriba a Navojoa, procedente de Coahuila el C. Venustiano Carranza.
- El 6 de noviembre de 1913, es nombrado Presidente Municipal Interino, de Navojoa, el C. Juan José Rosas. (A causa del estado de guerra imperante)
- El 21 de noviembre de 1914 el gobernador y Comandante Militar del Estado de Sonora Benjamín G. Hill decreta la supresión de las Prefecturas Políticas y establece el Municipio Libre.
- El 23 de enero de 1915 el coronel Roberto Cruz, a las órdenes del general Ángel Flores, toma la plaza de Navojoa.
- El 19 de abril de 1915, cuatro mil hombres se lanzan sobre la sitiada plaza de Navojoa, los maytorenistas toman Pueblo Viejo, Buenavista, San Ignacio Cohuirimpo y parte del nuevo fundo de Navojoa. Se combatió toda la tarde y parte de la noche. En la madrugada del día siguiente las fuerzas del general Ángel Flores rechaza a los atacantes y los obliga a huir precipitadamente. Entre las 300 bajas del enemigo algunas decenas son enterrados y cremados en la noria de la plaza de armas.
- El 1 de octubre de 1916 toma el cargo de Presidente Municipal de Navojoa el C. Demetrio Esquer.
- El 22 de octubre de 1917 se forma una Comisión para la construcción de una plaza pública.
- El 5 de noviembre de 1917 se fijan los solares para la construcción de un mercado municipal.
- El 14 de noviembre de 1917 el Ayuntamiento propone al Gobierno del Estado, el cambio de nombre de “Pueblo Nuevo de Navojoa” por el de “Navojoa Nuevo”.
- El 1 de enero de 1918 el Gobierno del Estado publica decreto mediante el cual el “Pueblo Nuevo de Navojoa” denomine “Navojoa” y autoriza el cambio de lugar de los poderes municipales al nuevo fundo.
- El 16 de septiembre de 1920 toma posesión del cargo de Presidente Municipal de Navojoa el C. Francisco F. Ortiz.
- El 26 de septiembre de 1920 se publica el decreto mediante el cual el pueblo de Navojoa es elevado a la categoría política de villa. Con efectos a partir del 1 de diciembre de 1920.
- El 1 de diciembre de 1920 toma posesión del cargo de Presidente de la República el navojoense C. Álvaro Obregón Salido.
- El 19 de junio de 1921 se establece la Cámara Agrícola y Comercial del Río Mayo. Nombra como Presidente Honorario al C. Álvaro Obregón.
- El 16 de septiembre de 1921 toma posesión del cargo de Presidente Municipal de Navojoa el C. Román Yocupicio Valenzuela.
- El servicio de Alumbrado Público y Eléctrico en Navojoa se encendió por primera vez el 16 de septiembre de 1921 en la Plaza 5 de Mayo; Agustín Federico Bosse Genau, empresario de origen alemán, en aquellos tiempos propietario de la empresa Navojoa Industrial S.A., la cual era una hielera que contaba con un generador eléctrico para mantener el hielo, pero esta no hacia esas funciones, sino que su objetivo principal era para uso personal y para su negocio; fue quien impulsó la electrificación de Navojoa logrando colocar 7500 focos en forma de farol en las calles del centro (LMBN 120266).
- En 1921, el municipio de Navojoa de acuerdo con censo levantado, indica que contenía 18 829 habitantes, de los cuales 5334 pertenecían a la cabecera municipal
- El 17 de julio de 1922 inicia operaciones la Agencia Pierce Oil Company en sociedad con Byerly Hermanos, para la venta de petróleo, aceites lubricantes, vaselina y parafina, pinturas y grasas, estufas y lámparas.
- El 29 de julio de 1922 el presidente de la República Álvaro Obregón Salido, compra residencia en Navojoa, previendo su retiro.
- El 16 de septiembre de 1922 toma posesión del cargo de Presidente Municipal de Navojoa, el C. Leobardo Tellechea Nolasco.
- En 1925 Vivió en Navojoa Mária Félix junto con sus 12 hermanos con su padre Bernardo Félix y su madre Josefina Guereña permanecieron solamente menos de un año.
- Entre las décadas de 1930 y 1960 funcionó un aeropuerto; actualmente existe uno para vuelos privados.
- En la década de los 50s (de 1952 a 1957) se remodela drásticamente la iglesia del Sagrado Corazón; pasó de un estilo original neogótico con una sola torre a uno neobarroco con dos torres y de cantera rosa; actualmente es una construcción icónica de Navojoa.
- En la década de los 70 se remodelaron la Plaza 5 de Mayo y el Palacio Municipal, entre otras edificaciones.
- En el año de 1984 Navojoa se convierte en la primera ciudad del mundo en donde cierra Kentucky Fried Chicken.
- En 1989 la Cadena de supermercados Casa Ley llegó a Navojoa, junto con la apertura del primer centro comercial de la ciudad llamado “Plaza del mayo”.
- En 1994 se abre una franquicia Pizza Hut, cuya sucursal fue cerrada en 2002.

### SigloXXI
- Entre 2004 y 2007 se construyó el Bulevard "Centenario", que se ha convertido en una de las calles principales de la ciudad, conectando diversos puntos y sirviendo como área de recreación.
- El 7 de mayo de 2007, en conmemoración a los 100 años de la fundación de Navojoa, esta fue capital del Estado de Sonora por un día, y se develó una victoria alada, réplica de la llamada "Ángel de la Independencia" de la Ciudad de México, frente a la plaza principal (Plaza 5 de Mayo), que se es entregada a las ciudades de México al cumplir 100 años de su fundación y se dio a conocer el proyecto "Navojoa 2035" que pretendía convertir a Navojoa en una importante ciudad agroindustrial antes del año 2035.
- A partir del 2009 se comenzó una etapa de modernización de la ciudad, comenzando por la pavimentación hidráulica de la calle General Ignacio Pesqueira, la calle principal y la radical remodelación de la Plaza Santa Fe Springs.
- En 2009 comienza un proyecto de convertir a Navojoa con la ciudad con más esculturas en el mundo, buscando el récord Guinness donde se instalaron (y hasta la fecha se siguen instalando) esculturas de chatarra férrea en diferentes avenidas y bulevares, así como en los parques, plaza principal y áreas de recreación.
- En 2011 se inaugura el Estadio Olímpico de Navojoa.
- A finales del 2011 abre el primer McDonald's en Navojoa.

- En 2012 se habilitan espacios recreativos en el Río Mayo.
- En la primavera del 2013 abre Sam's Club.
- En 2015 se inaugura el nuevo Parque Infantil de Navojoa.
- Entre 2016 y 2017 se realiza una nueva etapa de modernización, donde se remodelaron la plaza principal (Plaza 5 de Mayo), las aceras del centro, el Bulevar Obregón y las entradas norte y sur.
- En 2018 son inaugurados el Parque el Rebote en el Río Mayo y el primer "Food Park" o mercado gastronómico en Navojoa.
- Durante el primer cuatrimestre del 2021 se terminan las obras de embovedamiento  del Blvd. Centenario.
- En mayo de 2021 se anuncian los proyectos de construcción del primer Wal-Mart en la ciudad y de un ambicioso centro comercial.
- El primer trimestre del 2022 fue presentado el proyecto "du blé" (trigo en francés) o "Paseo Pesqueira", de una edificación de 8 pisos, que se convertiría en la edificación más alta de la ciudad (hasta el abandono de la construcción), así como también un hotel Holiday Inn, que con 5 pisos sería la segunda.
- En 2023 abre sus puertas el centro comercial “Plaza de hierro”, el cual estaba anunciada desde 2020 con el nombre original “Paseo Navojoa”. El complejo comenzó a funcionar el 31 de marzo de 2023 con la apertura de la tienda Suburbia, posteriormente llegarían las franquicias Cinepolis, C&A, KFC, entre otras.
- El regreso de la franquicia de pollo frito Kentucky Fried Chicken a la ciudad se hizo realidad con la inauguración de un local en el Blvd. Centenario.

## Geografía
La ciudad de Navojoa se localiza en el centro del municipio homónimo, en el suroeste de Sonora. Se encuentra a una altura media de 47 m s. n. m.

### Clima
El clima predominante en la ciudad de Navojoa es el seco muy cálido. Tiene una temperatura media anual de 25.3 °C y una precipitación media anual de 402.5 mm.
| Parámetros climáticos promedio de Navojoa, Sonora (1951-2010) | Parámetros climáticos promedio de Navojoa, Sonora (1951-2010) | Parámetros climáticos promedio de Navojoa, Sonora (1951-2010) | Parámetros climáticos promedio de Navojoa, Sonora (1951-2010) | Parámetros climáticos promedio de Navojoa, Sonora (1951-2010) | Parámetros climáticos promedio de Navojoa, Sonora (1951-2010) | Parámetros climáticos promedio de Navojoa, Sonora (1951-2010) | Parámetros climáticos promedio de Navojoa, Sonora (1951-2010) | Parámetros climáticos promedio de Navojoa, Sonora (1951-2010) | Parámetros climáticos promedio de Navojoa, Sonora (1951-2010) | Parámetros climáticos promedio de Navojoa, Sonora (1951-2010) | Parámetros climáticos promedio de Navojoa, Sonora (1951-2010) | Parámetros climáticos promedio de Navojoa, Sonora (1951-2010) | Parámetros climáticos promedio de Navojoa, Sonora (1951-2010) |
| Mes                                                           | Ene.                                                          | Feb.                                                          | Mar.                                                          | Abr.                                                          | May.                                                          | Jun.                                                          | Jul.                                                          | Ago.                                                          | Sep.                                                          | Oct.                                                          | Nov.                                                          | Dic.                                                          | Anual                                                         |
| ------------------------------------------------------------- | ------------------------------------------------------------- | ------------------------------------------------------------- | ------------------------------------------------------------- | ------------------------------------------------------------- | ------------------------------------------------------------- | ------------------------------------------------------------- | ------------------------------------------------------------- | ------------------------------------------------------------- | ------------------------------------------------------------- | ------------------------------------------------------------- | ------------------------------------------------------------- | ------------------------------------------------------------- | ------------------------------------------------------------- |
| Temp. máx. abs. (°C)                                          | 36.5                                                          | 39.5                                                          | 40.5                                                          | 43.0                                                          | 44.0                                                          | 48.0                                                          | 45.5                                                          | 45.5                                                          | 45.0                                                          | 43.0                                                          | 41.5                                                          | 38.5                                                          | 48.0                                                          |
| Temp. máx. media (°C)                                         | 26.2                                                          | 27.6                                                          | 29.6                                                          | 33.0                                                          | 36.3                                                          | 38.4                                                          | 38.1                                                          | 37.5                                                          | 37.1                                                          | 35.3                                                          | 31.0                                                          | 26.9                                                          | 33.1                                                          |
| Temp. media (°C)                                              | 18.2                                                          | 19.2                                                          | 20.9                                                          | 23.9                                                          | 27.3                                                          | 31.0                                                          | 31.9                                                          | 31.4                                                          | 30.7                                                          | 27.8                                                          | 22.8                                                          | 18.9                                                          | 25.3                                                          |
| Temp. mín. media (°C)                                         | 10.2                                                          | 10.7                                                          | 12.2                                                          | 14.7                                                          | 18.2                                                          | 23.5                                                          | 25.8                                                          | 25.3                                                          | 24.4                                                          | 20.3                                                          | 14.6                                                          | 10.8                                                          | 17.6                                                          |
| Temp. mín. abs. (°C)                                          | -3.5                                                          | -1.0                                                          | 1.0                                                           | 6.2                                                           | 9.0                                                           | 2.5                                                           | 16.0                                                          | 16.0                                                          | 14.0                                                          | 9.0                                                           | 3.5                                                           | 0.5                                                           | -3.5                                                          |
| Precipitación total (mm)                                      | 18.5                                                          | 13.0                                                          | 5.1                                                           | 1.5                                                           | 0.5                                                           | 10.3                                                          | 88.2                                                          | 107.0                                                         | 96.1                                                          | 25.6                                                          | 13.7                                                          | 23.0                                                          | 402.5                                                         |
| Días de precipitaciones (≥ 0.1 mm)                            | 2.4                                                           | 1.8                                                           | 0.8                                                           | 0.4                                                           | 0.2                                                           | 1.2                                                           | 9.4                                                           | 9.6                                                           | 5.5                                                           | 2.3                                                           | 1.5                                                           | 2.3                                                           | 37.4                                                          |
| Fuente: Servicio Meteorológico Nacional. 8 de febrero de 2023 |                                                               |                                                               |                                                               |                                                               |                                                               |                                                               |                                                               |                                                               |                                                               |                                                               |                                                               |                                                               |                                                               |

## Demografía
De acuerdo con el censo realizado en 2020 por el Instituto Nacional de Estadística y Geografía (INEGI), en Navojoa había un total de 120 926 habitantes, de los que 61 958 eran mujeres y 58 968 eran hombres.

### Vivienda
En el mismo censo, se registró un total de 43 703 viviendas, de las que 35 229 estaban habitadas. De dichas viviendas habitadas: 34 295 tenían piso de material diferente de tierra; 34 986 disponían de energía eléctrica; 33 154 disponían de inodoro y/o sanitario; y 34 127 disponían de drenaje.
El número de ocupantes promedio por vivienda fue de 3.42 personas; mientras que el promedio de ocupantes por habitación fue del 0.89 %.

### Evolución demográfica
Durante el período 2010-2020, la ciudad tuvo un crecimiento anual del 0.62 %.
| Gráfica de evolución demográfica de Navojoa entre 1900 y 2020 |
|                                                               |
| Fuente: Instituto Nacional de Estadística y Geografía.        |

## Comercio y servicios
La ciudad de Navojoa ha mantenido un desarrollo comercial y de servicios, tanto públicos como privados, atendiendo en buena medida las necesidades de los municipios aledaños. Este desarrollo ha permitido generar, junto con el sector servicios 17 423 empleos, convirtiéndose en una actividad muy importante para la economía del municipio[cita requerida].

## Educación
| Distribución de la población de 15 años y más según nivel de escolaridad | Distribución de la población de 15 años y más según nivel de escolaridad | Distribución de la población de 15 años y más según nivel de escolaridad | Distribución de la población de 15 años y más según nivel de escolaridad | Distribución de la población de 15 años y más según nivel de escolaridad |
| ------------------------------------------------------------------------ | ------------------------------------------------------------------------ | ------------------------------------------------------------------------ | ------------------------------------------------------------------------ | ------------------------------------------------------------------------ |
| Nivel de escolaridad                                                     | Nivel de escolaridad                                                     |                                                                          | Porcentaje                                                               | Porcentaje                                                               |
|                                                                          |                                                                          |                                                                          |                                                                          |                                                                          |
| Sin instrucción                                                          | Sin instrucción                                                          |                                                                          | 4.1%                                                                     | 4.1%                                                                     |
| Básica                                                                   | Básica                                                                   |                                                                          | 53.5%                                                                    | 53.5%                                                                    |
| Técnica con primaria                                                     | Técnica con primaria                                                     |                                                                          | 1.1%                                                                     | 1.1%                                                                     |
| Media superior                                                           | Media superior                                                           |                                                                          | 22.5%                                                                    | 22.5%                                                                    |
| Superior                                                                 | Superior                                                                 |                                                                          | 18.1%                                                                    | 18.1%                                                                    |
| No especificado                                                          | No especificado                                                          |                                                                          | 0.7%                                                                     | 0.7%                                                                     |

Según el censo de población y vivienda 2010, en Navojoa la tasa de alfabetización de las personas de entre 15 y 24 años es de 98.3% y la de las personas de 25 años o más es de 93.9%.
La asistencia escolar para las personas de 3 a 5 años es del 51.3%; de 6 a 11 años es del 98%; de 12 a 14 años es del 96.2% y de 15 a 24 años es del 49.9%.

### Instituciones de educación superior
Navojoa cuenta con diversas instituciones de educación superior, incluido un campus de la Universidad de Sonora. Se encuentran además el Instituto Tecnológico de Sonora Unidad Navojoa, la Universidad Estatal de Sonora Campus Navojoa, la Escuela Normal Superior de Hermosillo, Campus Navojoa, el Centro Regional de Educación Normal, Universidad de Navojoa, entre otros.

## Espacios culturales
- Biblioteca Municipal "Jesús Antonio Contreras Velderraín"
- Museo Regional del Mayo "Lombardo Ríos Ramírez"(antigua estación de trenes de Navojoa)
- Teatro Auditorio Municipal "Romeo Gómez Aguilar"
- Auditorio UCAMAYO
- Plaza Santa Fe Springs
- Plaza 5 de Mayo
- Unidad Deportiva "Faustino Félix Serna"
- Unidad Deportiva Oriente "Francisco Paquín Estrada"
- Estadio de béisbol Manuel "Ciclón" Echeverría
- Estadio Olímpico de Fútbol de Navojoa
- Cinema Cinemex
- Cancha Municipal
- Gimnasio Municipal
- Museo "Hu Tezzo"
- Museo de la Lucha Obrera
- Parque Infantil DIF

- Nuevo Parque Infantil de Navojoa
- Parque Ecológico "El Rebote"

### Deportes
En el ramo deportivo se cuenta con ocho ligas deportivas para fomentar el deporte, como son: Liga de 1.ª Y 2.ª Fuerza Municipal de Navojoa con 300 socios, Liga de 2.ª Fuerza “Juan Romo” con 250 socios, Liga Obrera de Navojoa con 300 socios, Liga Veteranos Rancho del Padre con 250 socios, Liga Superveterana Municipal de Navojoa con 200 socios, Liga Veterana Municipal con 100 socios, Liga Municipal de Béisbol Infantil y Juvenil de Navojoa con 475 socios y Liga Mexicana del Pacífico (Club Mayos) con 7 socios.
En el fútbol profesional de la Federación Mexicana de Fútbol contó con el equipo Generales de Navojoa en la Tercera División de México. Y el equipo Zirrus FC hace presencia como un equipo de fútbol revelación en la ciudad, al participar en juegos de diferentes ligas a través de su paso por la travesía del balompié.

## Gobierno

### Presidentes municipales
| Período               | Presidente municipal                     | Partido político                       | Notas                                                                                                |
| --------------------- | ---------------------------------------- | -------------------------------------- | --- |
| 1915-1916             | Alejandro Velderráin Campoy              |                                        | |
| 1916-1918             | Demetrio Esquer                          |                                        | |
| 1918                  | Roque J. Ibarra                          |                                        | |
| 1918                  | Inocente C. Amparán                      |                                        | |
| 1918-1919             | Ricardo Chávez                           |                                        | |
| 1919-1920             | Ignacio L. Gómez                         |                                        | |
| 1920-1921             | Francisco F. Ortiz                       |                                        | |
| 1921-1922             | Román Yocupicio Valenzuela               |                                        | |
| 1922-1923             | Leobardo Tellechea                       |                                        | |
| 1923-1924             | Medardo Tellechea                        |                                        | |
| 1924-1925             | Jesús L. Almada                          |                                        | |
| 1925                  | José Goycolea Gil                        |                                        | |
| 1925-1926             | Francisco Amparán                        |                                        | |
| 1926-1927             | Heroldo C. Bórquez                       |                                        | |
| 1927                  | Rafael Vizcarra                          |                                        | |
| 1927-1928             | Porfirio Yepiz                           |                                        | |
| 1928-1929             | Juan J. Castillo                         |                                        | |
| 1929-1931             | Onécimo J. Aguilera                      | PNR                                    | |
| 1931-1932             | Francisco Viscarra                       | PNR                                    | |
| 1932-1933             | Tomás Siqueiros                          | PNR                                    | |
| 1933-1935             | Juan Bautista Muñoz                      | PNR                                    | |
| 1935                  | Miguel Mendívil                          | PNR                                    | |
| 1935-1937             | Pascual Contreras                        | PNR                                    | |
| 1937-1939             | Crisóforo M. Vázquez                     | PNR PRM                                | |
| 1941-1943             | Gerardo Romero                           | PRM                                    | |
| 1943-1944             | Benito Bernal                            | PRM                                    | |
| 1944-1946             | Alejo Aguilera Rojas                     | PRM                                    | |
| 1946-1949             | Tomás Siqueiros                          | PRI                                    | |
| 1949-1952             | Jorge R. Ibarra                          | PRI                                    | |
| 1952-1955             | Carlos González Agraz                    | PRI                                    | |
| 1955-1958             | Gerardo Campoy Campoy                    | PRI                                    | |
| 1958-1961             | Rafael J. Almada                         | PRI                                    | |
| 1961-1964             | Filiberto Cruz Mendívil                  | PRI                                    | |
| 1964-1966             | Servando Monsiváis M.                    | PRI                                    | |
| 1966-1967             | Roberto Talamante C.                     | PRI                                    | |
| 1967-1970             | Luis Salido Quiroz                       | PRI                                    | |
| 1970-1973             | Julio Martínez Bracamontes               | PRI                                    | |
| 1973-1975             | Samuel Ocaña García                      | PRI                                    | |
| 1975-1976             | José de J. Dow Almada                    | PRI                                    | |
| 1976-1979             | Daniel Acosta Cázares                    | PRI                                    | |
| 1979                  | Ángel R. Bours                           | PRI                                    | Interino                                                                                             |
| 1979                  | Ovidio Pereyda García                    | PRI                                    | Interino                                                                                             |
| 1979-1982             | Luis Salido Ibarra                       | PRI                                    | |
| 1982-1985             | Alfonso Rocha Moya                       | PRI                                    | |
| 1985-1988             | Arturo León Lerma                        | PRI                                    | |
| 1988-1991             | José Antonio Urbina Sánchez              | PRI                                    | |
| 1991-1994             | Ángel Robinson Bours Urrea               | PRI                                    | |
| 1994-1997             | Arsenio Duarte Murrieta                  | PRI                                    | |
| 1997-2000             | Rafael Carlos Quiroz Narváez             | PRD                                    | |
| 2000-2003             | José Guadalupe Curiel                    | PRD                                    | |
| 2003-2006             | Gustavo Mendívil Amparán                 | PRI                                    | |
| 2006-2009             | Onésimo Mariscales Delgadillo            | PRI Panal                              | Alianza PRI Sonora-Panal                                                                             |
| 2009-2012             | José Abraham Mendívil López              | PRI PVEM Panal                         | |
| 2012-2015             | Alberto Natanael Guerrero López          | PRI PVEM                               | |
| 2015-23-03-2018       | Raúl Augusto Silva Vela                  | PAN                                    | Solicitó licencia para buscar la candidatura panista hacia el distrito electoral federal 7 de Sonora |
| 24-03-2018-15-09-2018 | Leticia Navarro Duarte                   | PAN                                    | Interina                                                                                             |
| 16-09-2018-2021       | María del Rosario Quintero Borbón        | PT Morena PES                          | Coalición "Juntos Haremos Historia"                                                                  |
| 2021–20-01-2023       | Mario Martín Martínez Bojórquez "Mayito" | Morena                                 | Murió en el cargo                                                                                    |
| 09-02-2023-2024       | Jorge Alberto Elías Retes                | Morena                                 | Interino                                                                                             |
| 2024-                 | Jorge Alberto Elías Retes                | Morena PVEM PT Panal Sonora PES Sonora | |

## Turismo
El municipio de Navojoa, situado en la estrecha franja del Valle del Mayo, entre las montañas y la costa, caracterizado por su clima, flora y fauna que son propias de la región, ofrece excelentes atractivos turísticos a los visitantes nacionales y extranjeros, como son: pesca deportiva, caza de venado, paloma y pato que son especies liberadas en la región y en ranchos cinegéticos; así como recorridos ecológicos por la sierra, playas y el Río Mayo.
Otros atractivos turísticos son el legado de los indios mayos que se aprecian en las festividades del 24 de junio con los festejos del día de San Juan, así como la fascinante celebración de la Semana Santa en la tradición mayo y la conmemoración del día de muertos el 2 de noviembre.
Este municipio cuenta con 14 establecimientos turísticos y una infraestructura hotelera de 538 cuartos en categorías de una a cuatro estrellas en la que se atienden hasta 21,009 turistas nacionales y extranjeros por temporada; asimismo, cuenta también con 26 restaurantes, 3 agencias de viajes, así como infraestructura de vías de comunicación.
La ciudad de Navojoa es el centro para turistas que deseen visitar playas cercanas (Las más populares son Las Bocas y Huatabampito), Álamos y sus sierras, Ciudad Obregón, Huatabampo, Los Mochis y otras ciudades.

## Ciudades hermanas
La ciudad de Navojoa está hermanada con dos ciudades alrededor del mundo, las cuales son:
- Santa Fe Springs, Estados Unidos.[24]
- Almería, España.[24]